# Sokolska 30 Towers
Sokolska 30 Towers – kompleks dwóch wysokościowców mieszkalnych w Katowicach o wysokości 63 m, położonych przy ulicy Sokolskiej 30, na terenie dzielnicy Śródmieście. Inwestorem nieruchomości była cieszyńska spółka Atal, a projektantem obiektu Wojciech Wojciechowski. Budowa kompleksu trwała w latach 2018–2021.

## Historia

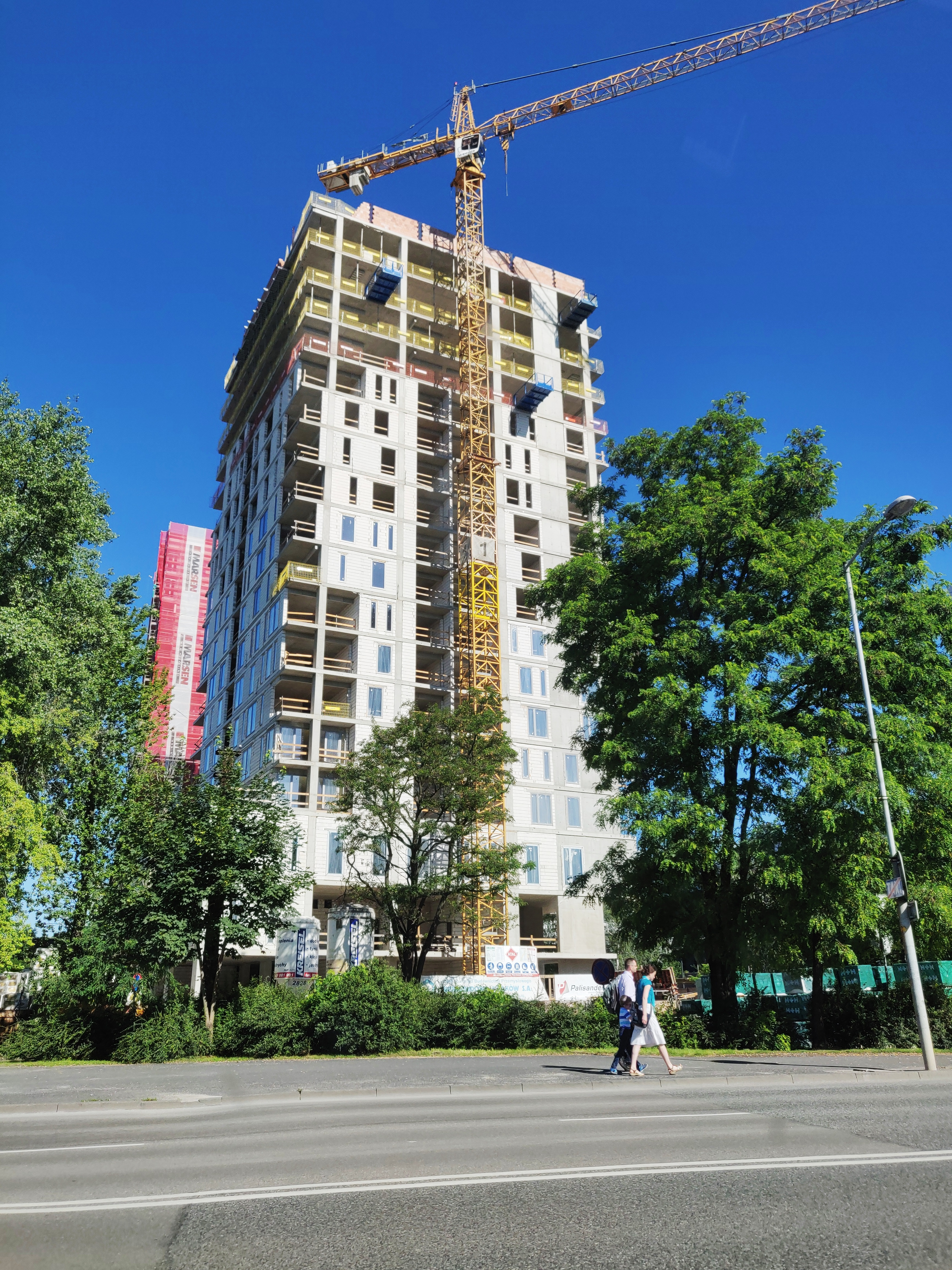
Sokolska 30 Towers w trakcie budowy w lipcu 2020 roku

Budowa Sokolska 30 Towers rozpoczęła się w listopadzie 2018 roku. W tym samym miesiącu, 23 listopada Atal rozpoczął również procedurę sprzedażową mieszkań w tym kompleksie. W pierwszym dniu zarezerwowano blisko 50 lokali. Do lipca 2019 roku zakończono roboty ziemne oraz powstała płyta fundamentowa. W wieży A kończone były prace przy stropie nad garażem podziemnym, natomiast w wieży B trwały wówczas prace na 3. piętrze. Do tego czasu sprzedano też 198 mieszkań. Do września 2019 roku zakończono prace nad częścią podziemną kompleksu. W wieży A trwały wówczas prace nad zbrojeniem stropu żelbetowego nad pierwszym piętrem, a w wieży B prace te sięgały 6. piętra. 
W kwietniu 2020 roku w wieży A prace dochodziły do 11. piętra, a na wieży B montowano dach. Jednocześnie trwały prace murarskie oraz instalacyjne, a także montowano stolarkę okienną. W czerwcu 2020 roku konstrukcja wieży B była ukończona – trwały prace montażowe, instalacyjne oraz murarskie, natomiast konstrukcja w wieży A była zaawansowana w 89% – wykonywano wówczas piony konstrukcyjne na 16. piętrze. Do tego czasu ukończono konstrukcję łącznika pomiędzy wysokościowcami.
Do października 2020 roku wysokościowce osiągnęły docelową wysokość, a ich konstrukcja była gotowa. W wieży A trwał wówczas prace wewnątrz 8.–17. piętra – montowano balustrady na loggiach, prowadzono roboty murarskie, instalacyjne i tynkarskie oraz montowano stolarkę PVC. W wieży B trwały w tym czasie prace elewacyjne, montowano drzwi wejściowe do mieszkań oraz układano płytki w częściach wspólnych. Do stycznia 2021 roku zakończono prace nad elewacją jednej z wież, a przy drugiej prace te były dalej kontynuowane. We wnętrzach obydwu wież prowadzono prace wykończeniowe.
Koniec prace budowlanych zaplanowano na drugi kwartał 2021 roku, natomiast oddanie do użytku kompleksu Sokolska 30 Towers na trzeci kwartał 2021 roku. W połowie października 2021 roku kompleks ten otrzymał pozwolenie na użytkowanie. Do tego czasu niemal wszystkie mieszkania zostały sprzedane.

## Architektura
Kompleks ten składa się z dwóch 18-kondygnacyjnych wysokościowców o wysokości 63 m. Znajduje się w nich łącznie 280 lokali mieszkalnych o metrażach od 27,98 do 137,81 m² w układzie od jednego do czterech pokoi. Wysokościowce te są połączone częścią wspólną na trzech kondygnacjach, w których powstało lobby z recepcją i dwa lokale usługowe. Na pierwszym i drugim piętrze zaprojektowano dodatkowo dwa lokale biurowe o powierzchni 2 361 i 1 653 m², w tym 400 m² na restaurację. Powstała też przestrzeń rekreacyjną z klubem malucha, siłownia i sauną, a pomiędzy wieżami zielone atrium. Na dwupoziomowym parkingu podziemnym zaprojektowano 257 miejsc parkingowych, a przy budynku 27 miejsc.
Elewacja budynku została zaprojektowana w stonowanej kolorystyce, a do jej wykończenia wykorzystano płyty włókno-cementowe. Do wszystkich mieszkań zaprojektowano loggie i wysokie okna. Za projekt architektoniczny obiektu odpowiadał katowicki architekt Wojciech Wojciechowski.